# Cothornobata levis
Cothornobata levis är en tvåvingeart som beskrevs av Mcalpine 1998. Cothornobata levis ingår i släktet Cothornobata och familjen skridflugor. Inga underarter finns listade i Catalogue of Life.